# Asian Open Trophy 2018
Asian Open Trophy 2018 – pierwsze zawody łyżwiarstwa figurowego z cyklu Challenger Series 2018/2019. Zawody rozgrywano od 1 do 5 sierpnia 2018 roku w hali IWIS International Training Center w Bangkoku.
Wśród solistów zwyciężył reprezentujący Japonię Sota Yamamoto, natomiast w rywalizacji solistek najlepsza okazała się Koreanka Eunsoo Lim. Rywalizację pary sportowe wygrali reprezentanci Chin Peng Cheng i Jin Yang, zaś tytuł w rywalizacji par tanecznych wywalczyli ich rodacy Wang Shiyue i Liu Xinyu.

## Wyniki

### Soliści
| Poz. | Zawodnik         | Nota łączna | SP | SP    | FS | FS     |
| ---- | ---------------- | ----------- | -- | ----- | -- | ------ |
| 1    | Sōta Yamamoto    | 198,92      | 6  | 57,92 | 1  | 141,00 |
| 2    | Tsao Chih-I      | 195,40      | 1  | 65,57 | 2  | 129,83 |
| 3    | Byun Se-jong     | 193,38      | 2  | 65,47 | 3  | 127,91 |
| 4    | Mitsuki Sumoto   | 182,39      | 3  | 63,65 | 4  | 118,74 |
| 5    | Artem Lezheew    | 170,31      | 7  | 54,49 | 5  | 115,82 |
| 6    | Harrison Wong    | 166,26      | 4  | 58,78 | 6  | 107,48 |
| 7    | Park Sung-hoon   | 163,76      | 5  | 58,62 | 8  | 105,14 |
| 8    | James Min        | 155,22      | 9  | 49,00 | 7  | 106,22 |
| 9    | Park Geon-woo    | 146,79      | 11 | 43.03 | 9  | 103,76 |
| 10   | Charlton Doherty | 137,75      | 10 | 47,82 | 10 | 89,93  |
| 11   | Han Kwang-bom    | 135,81      | 8  | 53,15 | 13 | 82,66  |
| 12   | Jordan Dodds     | 126,13      | 13 | 41,30 | 12 | 84,83  |
| 13   | Chadwick Wang    | 121,07      | 17 | 34,57 | 11 | 86,50  |
| 14   | Leslie Ip        | 117,50      | 16 | 35,30 | 14 | 82,20  |
| 15   | Chih-Sheng Chang | 116,51      | 12 | 41,57 | 15 | 74,94  |
| 16   | Kwun Hung Leung  | 104,30      | 15 | 35,55 | 16 | 68,75  |
| 17   | Alberto Widjaja  | 101,86      | 14 | 36,85 | 17 | 65,01  |

### Solistki
| Poz. | Zawodniczka                | Nota łączna | SP | SP    | FS | FS     |
| ---- | -------------------------- | ----------- | -- | ----- | -- | ------ |
| 1    | Lim Eun-soo                | 184,33      | 1  | 68,09 | 2  | 116,24 |
| 2    | Yuna Shiraiwa              | 173,01      | 4  | 54,47 | 1  | 118,54 |
| 3    | Mako Yamashita             | 163,45      | 6  | 50,97 | 3  | 112,48 |
| 4    | Yi Christy Leung           | 161,01      | 3  | 57,99 | 4  | 103,02 |
| 5    | Starr Andrews              | 159,76      | 2  | 62,60 | 5  | 97,16  |
| 6    | Chen Hongyi                | 140,88      | 5  | 53,06 | 6  | 87,82  |
| 7    | Amy Lin                    | 121,58      | 7  | 44,40 | 7  | 77,18  |
| 8    | Hiu Ching Kwong            | 116,25      | 8  | 44,14 | 8  | 72,11  |
| 9    | Joanna So                  | 97,82       | 9  | 32,38 | 9  | 65,44  |
| 10   | Yoon Seo-young             | 84,47       | 10 | 27,84 | 10 | 56,63  |
| 11   | Stephanie Yuung-Shuh Chang | 72,73       | 11 | 23,90 | 11 | 48,83  |
| 12   | Erika Sanjaya              | 69,84       | 12 | 21,60 | 12 | 48,24  |

### Pary sportowe
Konkurencja par sportowych podczas Asian Open Trophy 2018 nie została zaliczona do klasyfikacji Challenger Series. Minimalna wymagana liczba par wynosi 5 z co najmniej 3 państw należących do Międzynarodowej Unii Łyżwiarskiej (ISU).
| Poz. | Zawodnicy                | Nota łączna | SP | SP    | FS | FS     |
| ---- | ------------------------ | ----------- | -- | ----- | -- | ------ |
| 1    | Peng Cheng / Jin Yang    | 206,42      | 1  | 71,54 | 1  | 134,88 |
| 2    | Ryom Tae-ok / Kim Ju-sik | 173,20      | 2  | 60,40 | 2  | 112,80 |

### Pary taneczne
| Poz. | Zawodnicy                           | Nota łączna | RD | RD    | FD | FD    |
| ---- | ----------------------------------- | ----------- | -- | ----- | -- | ----- |
| 1    | Wang Shiyue / Liu Xinyu             | 160,54      | 2  | 63,60 | 1  | 96,94 |
| 2    | Rachel Parsons / Michael Parsons    | 157,13      | 1  | 64,47 | 3  | 92,66 |
| 3    | Misato Komatsubara / Timothy Koleto | 154,75      | 3  | 61,28 | 2  | 93,47 |
| 4    | Chantelle Kerry / Andrew Dodds      | 123,23      | 5  | 43,59 | 4  | 79,64 |
| 5    | Ning Wanqi / Wang Chao              | 116,89      | 4  | 43,71 | 5  | 73,18 |
| 6    | Phyo Yong-myong / Choe Min          | 91,64       | 6  | 34,82 | 6  | 56,82 |